# Сельванувка
Сельванувка (пол. Selwanówka) — село в Польщі, у гміні Козениці Козеницького повіту Мазовецького воєводства.
У 1975-1998 роках село належало до Радомського воєводства.